# کارلا مک‌گی
کارلا مک‌گی (انگلیسی: Carla McGhee؛ زادهٔ ۶ مارس ۱۹۶۸) بازیکن بسکتبال اهل ایالات متحده آمریکا بود.
وی در مسابقات کشوری و بین‌المللی در مجموع برندهٔ ۳ مدال طلا، ۱ مدال برنز شده‌است.